# 胡居仁
胡居仁（1434年—1484年），字叔心，號敬斋，江西省餘干縣人。

## 生平
吳與弼弟子，與陳獻章是同窗好友。絕意科舉，築室於梅溪山中，人稱敬齋先生。成化元年（1465年），受提學李齡、鐘成的邀請，入白鹿洞書院主事。曾攻擊陳白沙，指斥為流禪的異端。其學承襲程朱舊說，無所發明。“端莊凝重，對妻、子如嚴賓”“居喪骨立，非杖不能起，三年不入寢門。”嘗作《進學箴》：「誠敬既立，本心自存。力行既久，全體皆仁。舉而措之，家齊國治，聖人能事畢矣。」萬曆十二年（1584年）從祀孔廟，追諡文敬。弟子以余祐最著名。著有《居業錄》。

## 延伸阅读
[在维基数据编辑]
 《明史卷二百八十二》，出自《明史》
 《國朝獻徵錄·卷之一百十四》，出自焦竑《國朝獻徵錄》